# Hans Peter Hansen (folkemindesamler)
 Der er flere personer med dette navn, se H.P. Hansen.
Hans Peter Hansen (født 2. oktober 1879 i Holing, Herning Sogn, død 26. februar 1961 i Herning) var en dansk kulturhistoriker og folkemindesamler.
H.P. Hansen blev i 1911 gift med Anna Karoline Larsen (22. september 1879 – 28. april 1942). 
I 1915 blev han forstander ved Herning Museum.
H.P. Hansen var forfatter til adskillige bøger om almueliv og folkeminder.
Hansen blev Ridder af Dannebrogordenen 1942 og Ridder af 1. grad 1959. Han blev æresborger i Herning og i 1959 æresdoktor ved Aarhus Universitet. En vej i den nordlige del af Herning hedder H.P. Hansens Vej, opkaldt efter ham.